# 三池鉄道

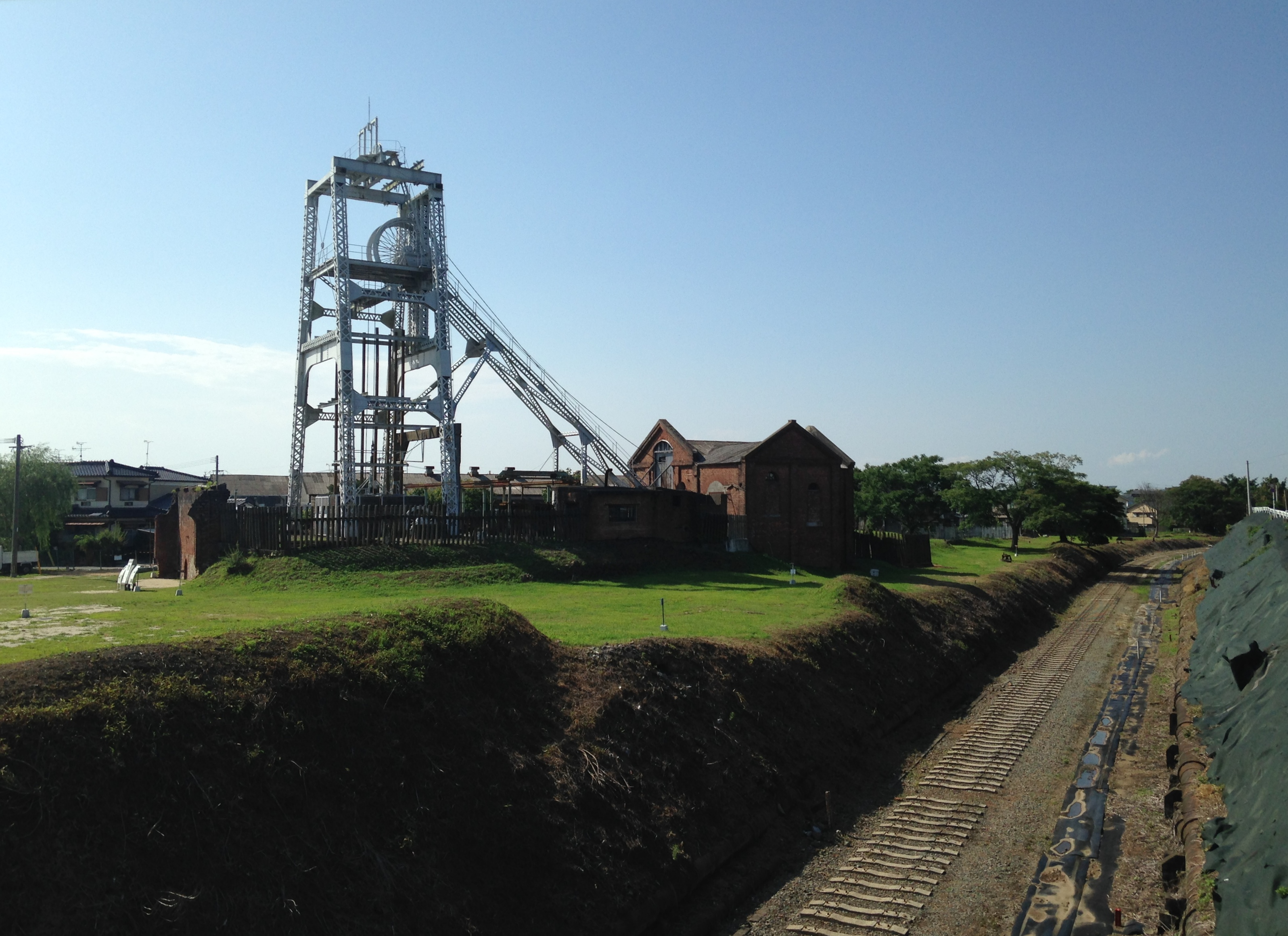
宮原坑跡付近の旧三池炭鉱専用鉄道敷

三池鉄道（みいけてつどう）は、かつて福岡県大牟田市および熊本県荒尾市で運行されていた専用鉄道（一時期地方鉄道）の通称である。
三井三池炭鉱から採掘された石炭を輸送するために敷設され、永らく従業員輸送にも使用された。地元での通称は「炭鉱電車」。
保有者は三井鉱山から三井三池港務所、再び三井鉱山、三井石炭鉱業と移った。最後まで残っていた一部区間が三井化学大牟田工場の専用鉄道として使用されていたが、2020年5月7日を以て運行を終了した。末期の運営は三池港物流の鉄道課が行っていた。
先に廃止された三池本線の三池港駅から県道大牟田植木線の旧早鐘踏切（宮浦駅より三池港駅方面へ約1.5km）までは、明治期の石炭輸送の様子を残した遺構「旧三池炭鉱専用鉄道敷」として世界文化遺産・明治日本の産業革命遺産 製鉄・製鋼、造船、石炭産業の構成資産となっている。

## 路線データ
地方鉄道に変更された1964年（昭和39年）8月11日時点のもの。
- 区間（営業キロ）
  - 三池本線：三池浜駅 - 三池港駅間 (9.3km)
  - 旭町線：宮浦駅 - 旭町駅間 (1.8km)
  - 勝立線：宮浦駅 - 東谷駅 (3.3km)
  - 玉名線：原万田駅 - 平井駅間 (4.2km)
- 軌間：1067mm
- 複線区間：
- 電化区間：
- 閉塞方式：

## 歴史

世界文化遺産・明治日本の産業革命遺産に含まれる旧三池炭鉱専用鉄道敷。

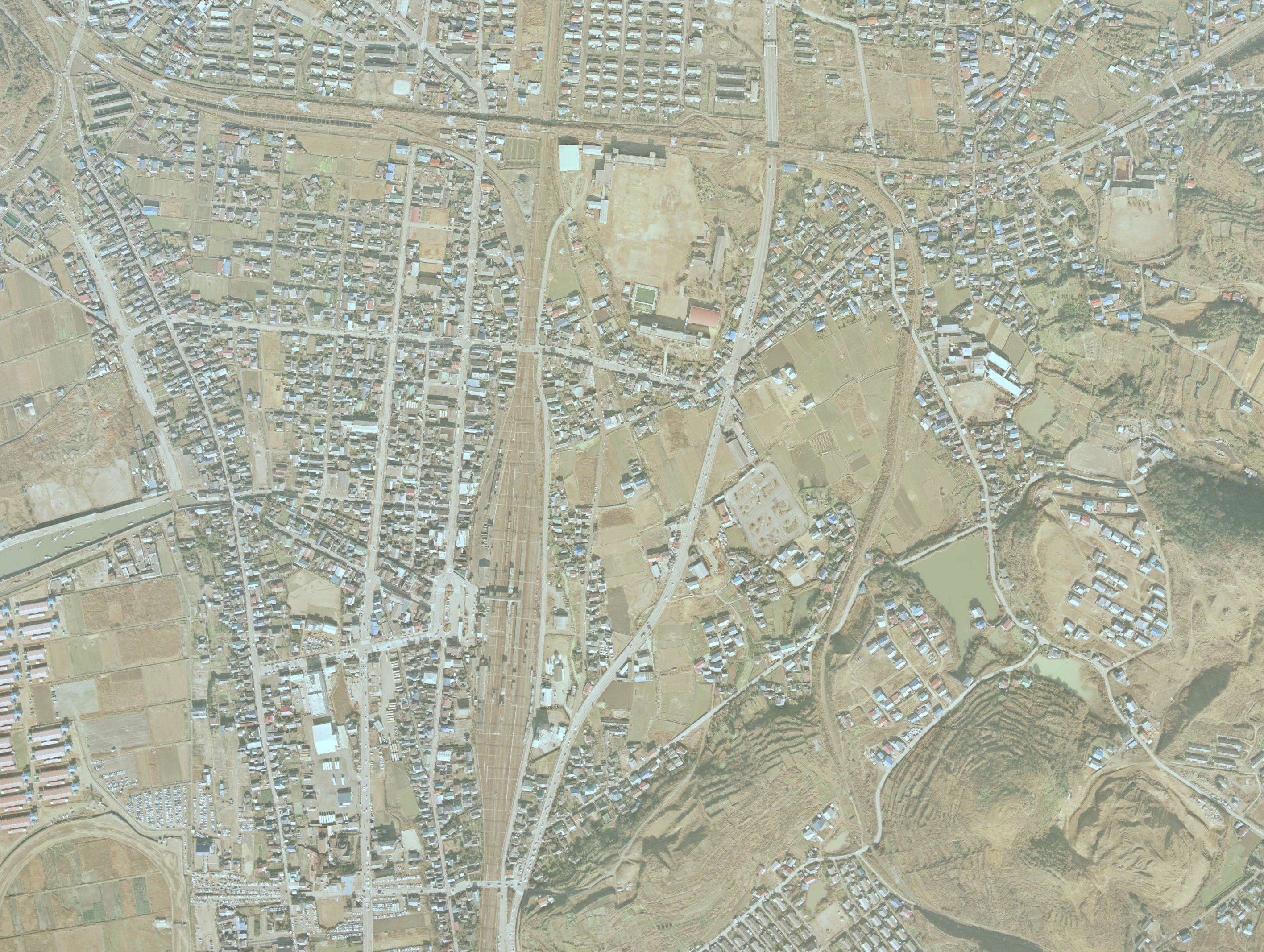
かつての荒尾駅周辺。上にあるのが三池本線の線路。荒尾駅への引き込み線（中央やや上）や玉名線（やや右）が見える。（1975年）

- 1891年（明治24年）12月25日 - 三井合名鉱山部の専用鉄道として開業。
- 1896年（明治29年）12月22日 - 大牟田駅への連絡線開業。
- 1909年（明治42年） - 三井鉱山専用鉄道となる。
- 1961年（昭和36年）10月 - 荒尾駅への連絡線開業。
- 1964年（昭和39年）8月11日 - 全線地方鉄道に変更。三井鉱山の三池鉄道線として営業開始。
- 1965年（昭和40年）3月11日 - 三井鉱山より三池港務所が分離独立し三井三池港務所が発足。運営会社が三井三池港務所となる。
- 1969年（昭和44年）1月4日 - 勝立線廃止。
- 1973年（昭和48年）
  - 8月1日 - 全線専用鉄道に変更、再び三井鉱山専用鉄道となる。
  - 8月27日 - 三井石炭鉱業が発足し、同社の専用鉄道となる。
- 1978年（昭和53年）10月 - 荒尾駅への連絡線が休止。
- 1984年（昭和59年）10月1日 - 通勤列車運行終了。
- 1985年（昭和60年） - 玉名線廃止。
- 1997年（平成9年）
  - 3月 - 三池火力発電所向け石炭輸送廃止。三池本線廃止。
  - 4月1日 - 旭町線が三井東圧化学（現・三井化学）に譲渡され、同社の専用鉄道となる。
- 2020年5月7日 - 最後まで使用されていた三井化学専用線(旭町線)が運行を終了。

## 駅一覧
地方鉄道に変更時のもの。
三池本線
三池浜駅 - 宮浦駅 - 万田駅 - 妙見駅 - 原万田駅 - 西原駅 - 四ツ山駅 - 三池港駅
旭町線
宮浦駅 - 旭町駅
勝立線
宮浦駅 - 東谷駅
玉名線
原万田駅 - 大平駅 - 宮内駅 - 大谷駅 - 平井駅

## 接続路線
- 旭町駅：日本国有鉄道（現・九州旅客鉄道）鹿児島本線（大牟田駅、厳密には同駅構内扱いの仮屋川操車場）

## 車両
1982年頃には、機関車、貨車あわせて783両が在籍していた。

### 電気機関車
廃止時の2020年5月、22t級機関車の9・11・12号と、45t級機関車の18・19号が稼働中であり、45t級機関車の20号と22t級機関車の2・4号が部品取り用として留置中であった。なお、工場内では引火性の強い物質を扱う区域があり、その区域内では専用鉄道はパンタグラフからのスパークを避けるため非電化とし、電源車から電気機関車へ電力を供給して走行していた。そのための電源車として、デ1・3・4が9・11・12号と連結の上で使用されていた。
- 20 - 元南海電気鉄道ED5154。1948年東芝製45t機。廃車体が構内に留置されていたが、2022年に解体。
- 22 - 元西日本鉄道宮地岳線ED201。1950年東芝車輛45t機関車を1958年に購入。1997年の閉山まで使用されたのち解体。

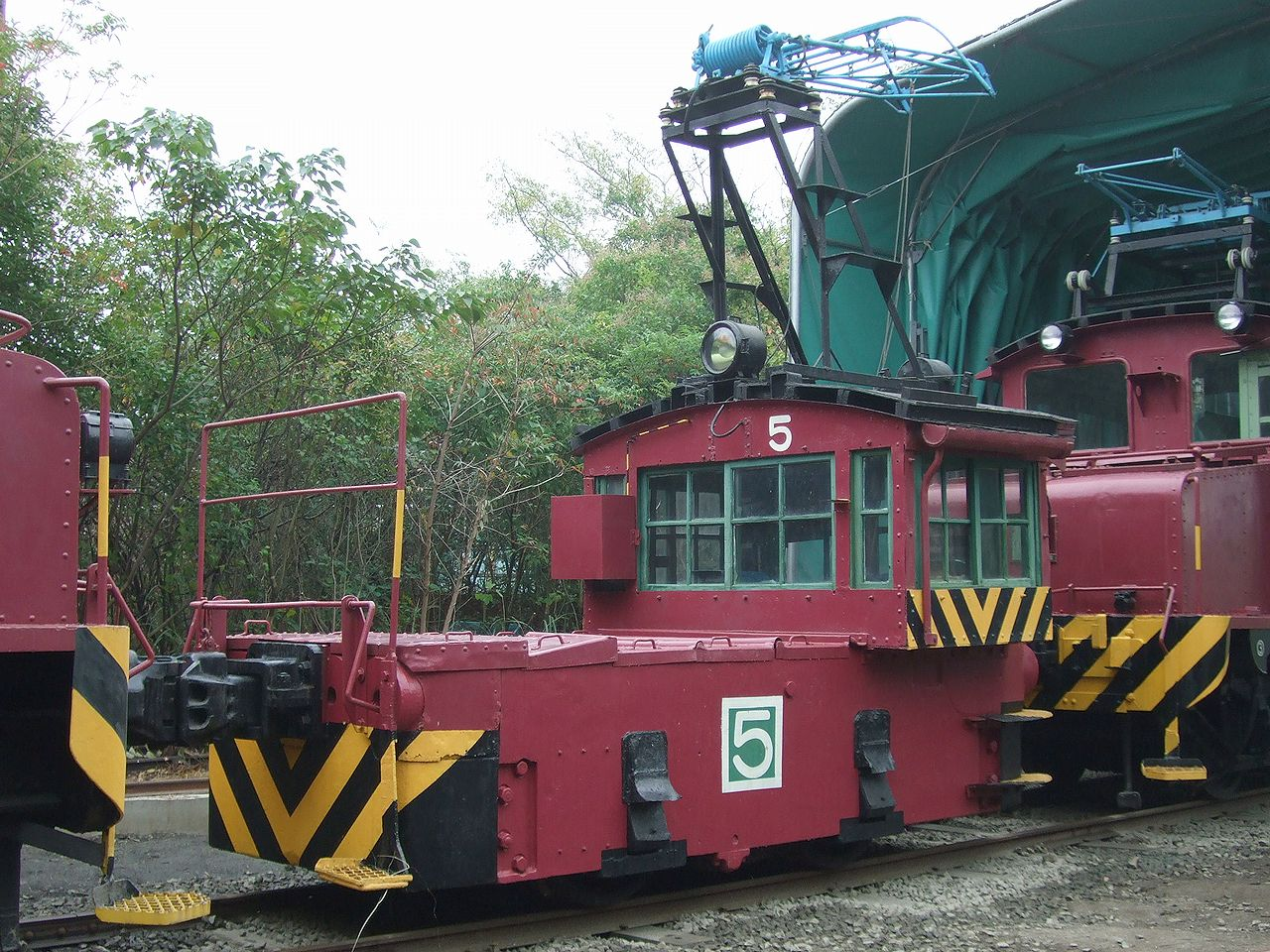
5号機 1908年GE製の15t B形電気機関車。運転室には出入口がなく、窓から出入りする。保存車。現存日本最古級の電気機関車。
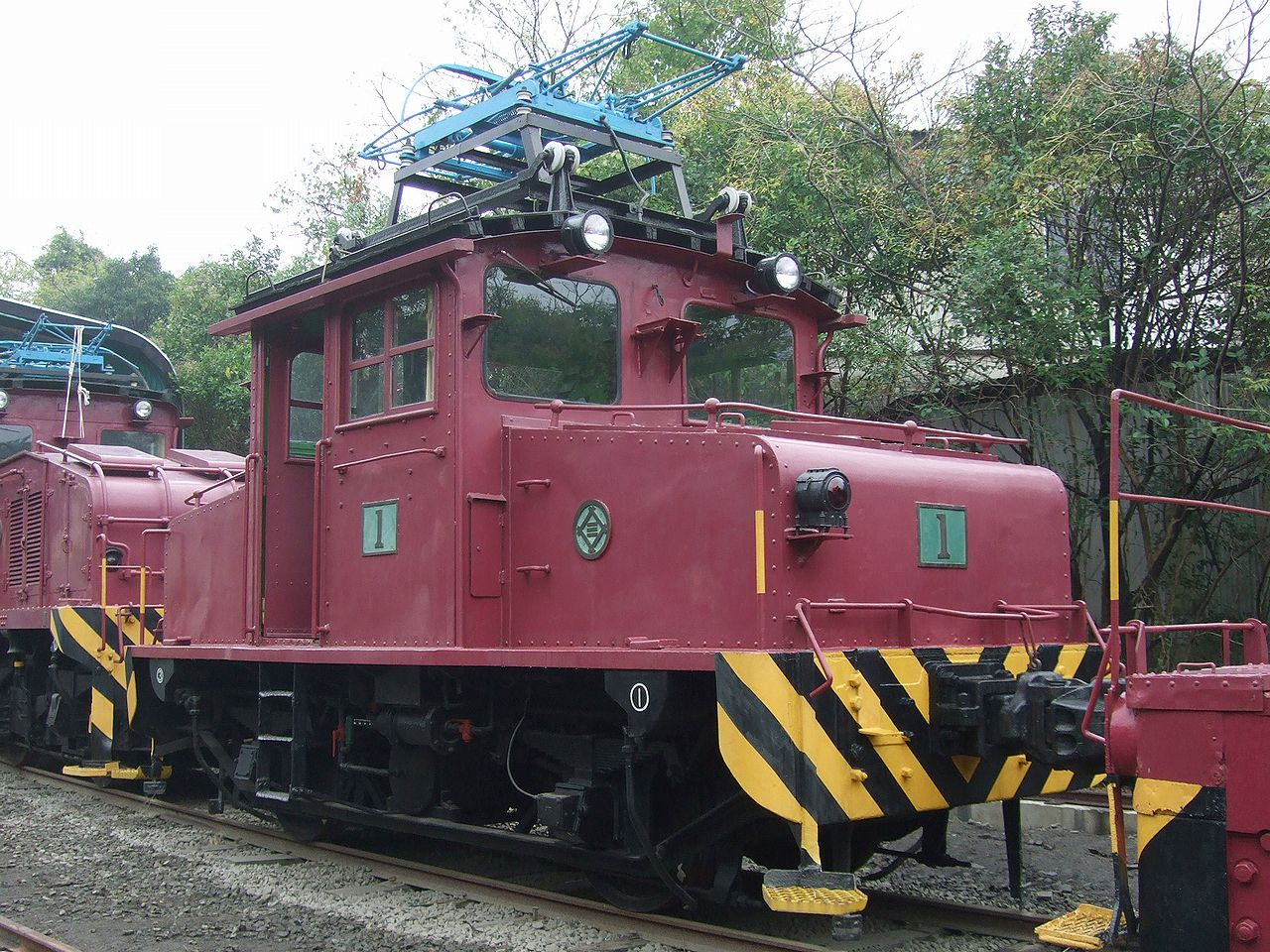
1号機 1911年シーメンス製の20t B形電気機関車。保存車。
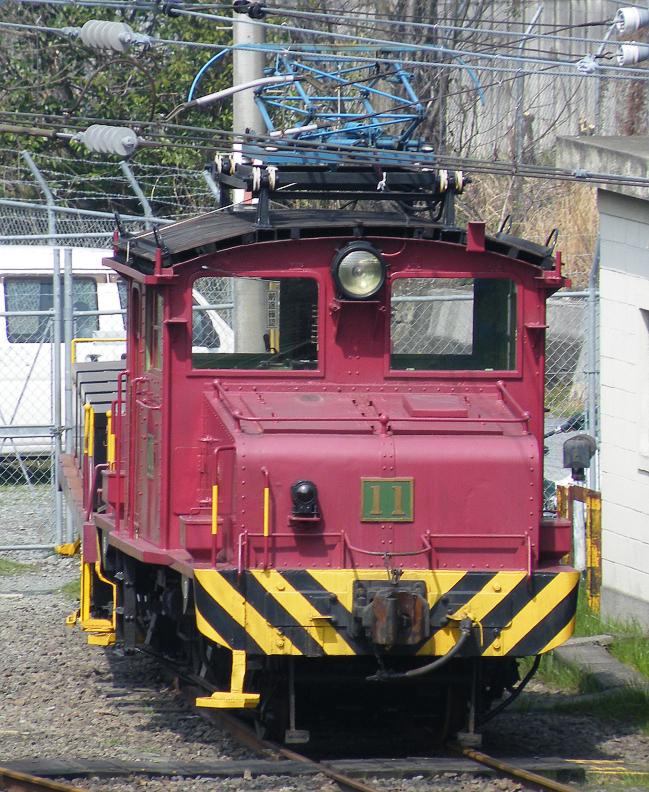
11号機 1916年三菱造船製の20t B形電気機関車。運行終了時（2020年5月）まで稼働。
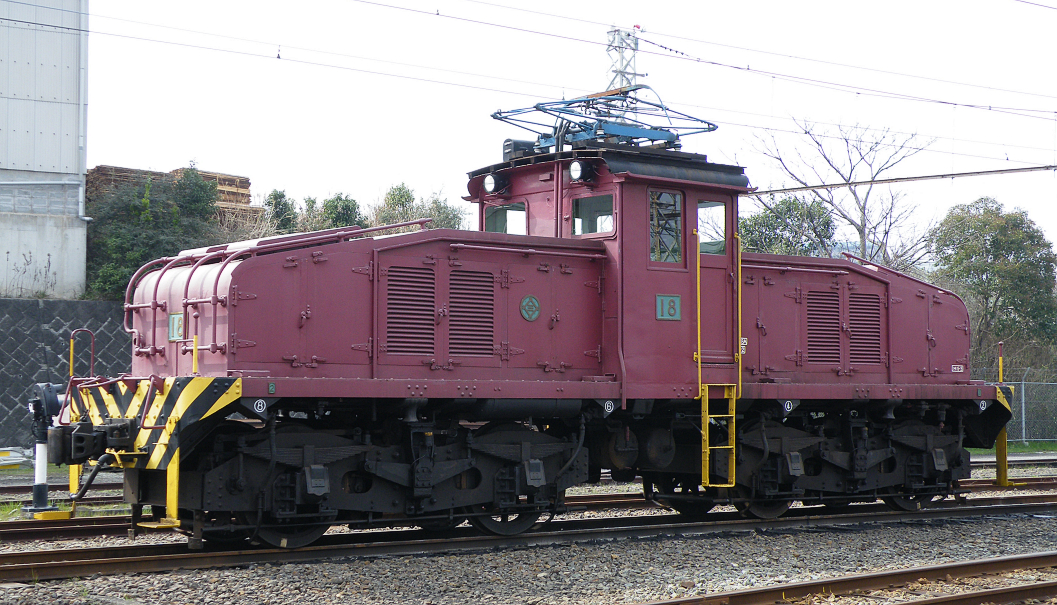
18号機 1936年芝浦製作所製の45t B-B形電気機関車。運行終了時（2020年5月）まで稼働。
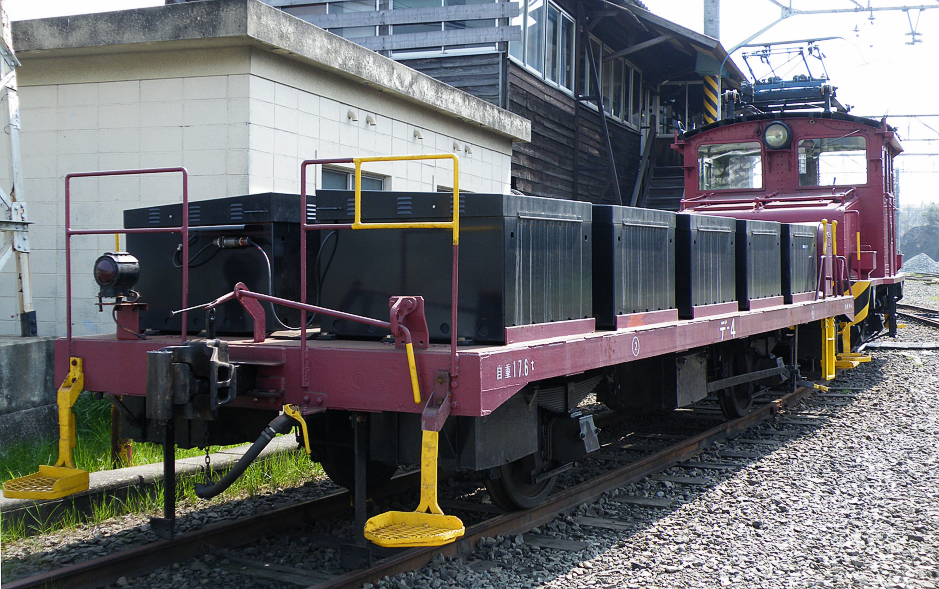
電源車デ-4

使用されていた電気機関車のうち、5号機（GE製15t B形）、1号機（シーメンス製20t B形）、5、11、12号機（三菱製20t B形）、17、18、19号機（東芝製45t B-B形）両が保存されている。このうち｛5号機（GE製）1号（シーメンス製）5号（三菱製）17号（東芝製）の4両は 大牟田市内の工場敷地で保管され、毎年11月3日に大牟田市が開催する近代化遺産一斉公開の日に限り公開されていたが、2015年9月1日からガバメントクラウドファンディング（GCF）により資金を集め、2016年8月22日に三川坑跡に移設、同年10月15日より土日祝日に限り一般公開されている。18号と12号が荒尾市に2022年1月に移設、現在は12号機が動態保存され、12号がデ3と連結の上、万田鉱跡地にて同時期に敷設された線路を定期的に走行している。12号機は日本で一番古い動態保存の機関車である。11、19号機は個人によって買い取られ、12号、18号と同じく2022年に移設され、公開日には19号機がTMC200に牽引されて走行する。追加料金を払うことで走行中の19号機の運転室に乗車することができる。

### 蒸気機関車
延べ26両が在籍。以下、主なものを挙げる。
- 1号 - 1891年の開業時に導入、当初は無番。釜石鉱山より譲り受けたイギリス・シャープスチュアート社製のサドルタンク機で、1878年製造。1946年まで使用。
- 2号・3号 - 1891年の開業時に導入、当初は無番。アメリカ・ボールドウィン社製のサドルタンク機。団琢磨により「松風（のち2）」・「村雨（のち3）」と命名される。[8]
- 4〜6号 - 4・5号はイギリスブラック・ホウソン（英語版）製、6号は同国エイボンサイド・エンジン（英語版）製の同型機関車。[9]
- 8〜16号 - 1902年から1907年にかけてアメリカ・ポーター社から輸入した9両の機関車のうちの3両。サドルタンク式機関車で、運転整備重量22.10t、弁装置スチブンソン式、軸配置B1、動輪直径914mmである[10][11]。

### 貨車

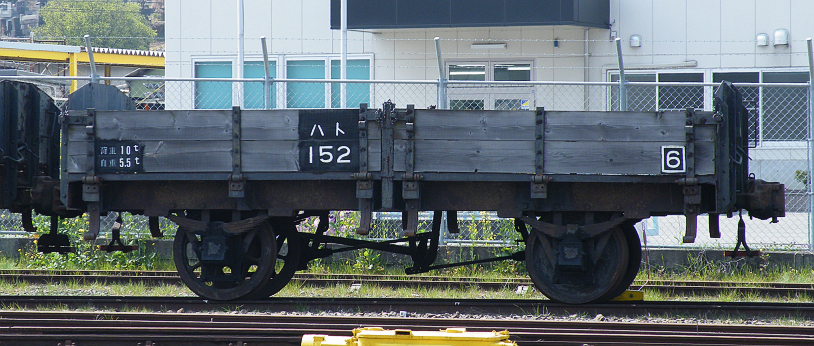
ハト形無蓋車

- ハト形 - 10t積の無蓋車。ハト37とハト152が群馬県の旧・長野原線太子駅構内で保存中。
- セコ形 - 15t積の石炭車。国鉄セナ1形と同型。
- セロ形 - 16t積の石炭車。自社発注車。
- セロ形 - セロ形の3000番台はコークス専用。塗装は空色であった。
- セナ形 - 17t積の石炭車、国鉄セナ1形、ホラ1形の払い下げ車。
- ハロ形 - 16t積の無蓋車
- ヒオ形 - アーチバーの台車を持つ30t積の無蓋車
- ユト形 - 10t積と12t積の有蓋車の2タイプが存在した。101番以降の車両は国鉄テ1形の払い下げ車。

### 客車
従業員輸送列車は1946年（昭和21年）より始められ、三池港 - 平井間、三池港 - 万田間で朝5時から深夜1時まで運転されていたが、1984年（昭和59年）時点で社宅の集約とマイカー通勤により利用が激減し、乗客ゼロの列車もあり、一日300人程度となっていた。
- コハ103・104・106 1948年東芝製。定員116人。木造客車の台枠（トラス棒）を流用し半鋼製車体（客用扉3、貫通路片側のみ）を新製。最大長さ16830mm、ロングシート、暖房設備なし[12]
- ホハ202-204 1950年日本車輌製造製。定員160人。（国鉄63系電車#運輸省割当以外の車両を参照）

### 事業用車
- 検重車・検1・検2　宮浦駅構内に放置されていた。自重は検1が25t、2が15t。日本に現存する唯一の車であったが2021年に解体され型式消滅した。

## その他
- 1981年（昭和56年）1月11日に放送された『西部警察』第65話「博多港決戦!!」のロケで、グリーンランドにいた犯人グループの1人が5号電気機関車（1915年の三菱製）牽引の三池鉄道の通勤列車（客車はコハ100形とホハ200形タイプの2両編成）に乗り込んだ末、銃撃戦を繰り広げるシーンが撮影された。[13]